# Francesc Fontanals

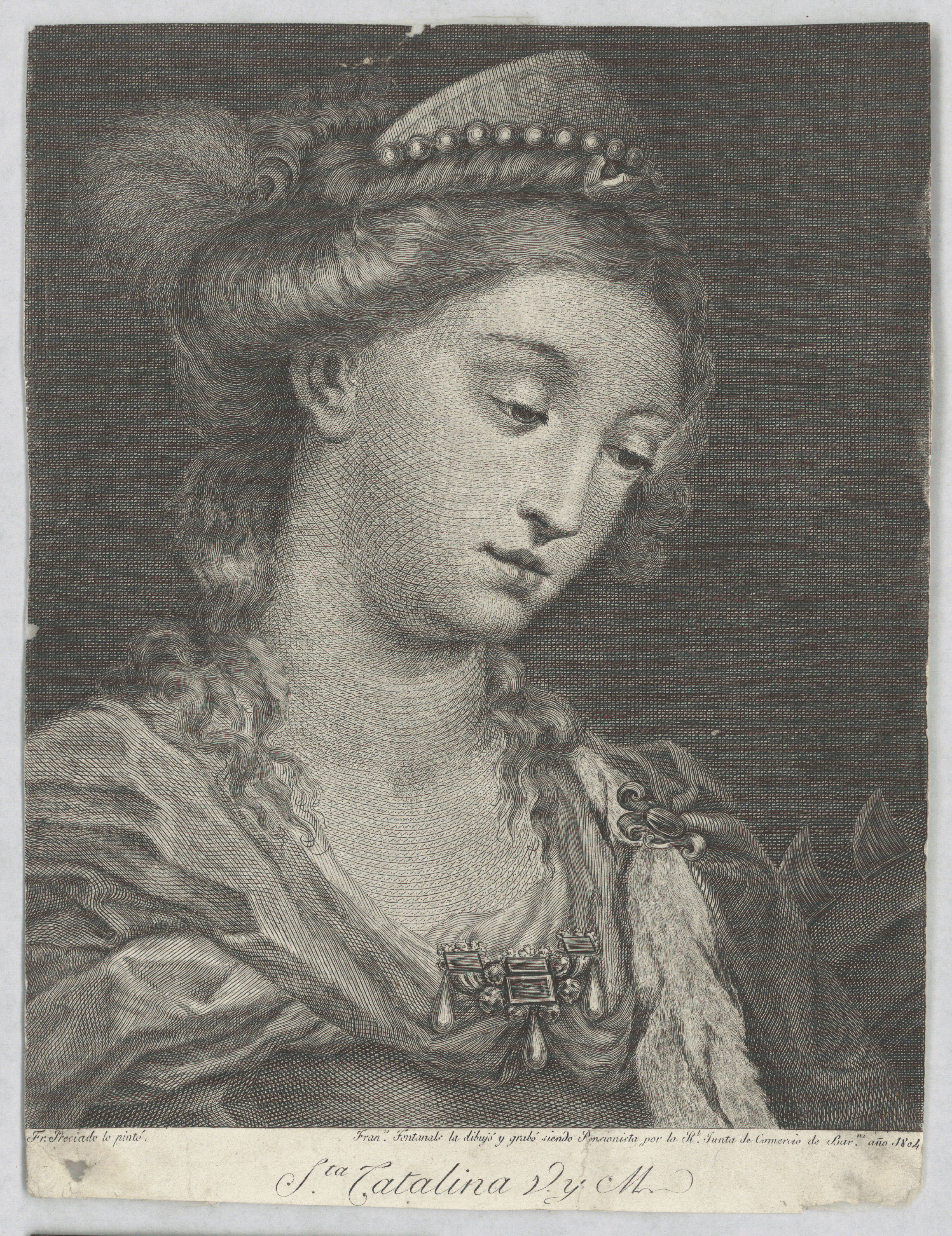
Santa Catalina de Alejandría. Aguafuerte y buril. Al pie: «Fr. Preciado lo pintó, Fran^{co} Fontanlas la dibujó y grabó siendo Pensionista por la R^{l} Junta de Comercio de Bar.^{na} año 1804.»

Francesc Fontanals i Rovirosa (Villanueva y Geltrú, 1777-Florencia, 1827) fue un dibujante y grabador español a buril y aguafuerte, especializado en el grabado de reproducción.

## Biografía y obra
Hijo de Francesc Fontanals, modesto pintor de vitrales, y de Teresa Fontanals i Rovirosa, nació en 1777 en Villanueva y Geltrú, y se inició en el estudio del dibujo hacia 1796 en la barcelonesa Escola de Llotja, en la que tuvo como profesor a Pere Pau Muntanya y fue premiado por el dibujo de figuras en 1799. El primer grabado que se le conoce, fechado en 1800, es una Virgen de la Consolación por pintura de Giovanni Battista Cipriani de la que ya había abierto una lámina Blas Ametller en 1785, teniendo ambos como modelo una estampa de Pellegrino del Colle. Buena muestra del método seguido en el aprendizaje de la técnica del grabado mediante la copia de estampas de grabadores acreditados la proporciona el grabado de reproducción de la Sibila pérsica del Guercino firmada por Fontanals en 1801 (Museu Nacional d'Art de Catalunya). Muy estimado, especialmente en el siglo XVIII, del cuadro de Guercino se hicieron numerosas copias y grabados y cualquiera de ellos pudo servir a Fontanals para su trabajo, en el que son todavía muy notables los errores en el modelado y la anatomía.
Pensionado por la Real Junta de Comercio de Barcelona, a la que en 1802 como discípulo de la Escola Gratuita de Disseny i Nobles Arts había dedicado una Mater Christi por pintura de Pierre Mignard, en julio de 1805 marchó a Italia para perfeccionar sus estudios de grabado con Raffaello Morghen. Un año antes, haciendo constar ya la condición de pensionado de la Junta de Comercio, de la que iba a disfrutar por espacio de cuatro años, dibujó y grabó una Santa Catalina según pintura de Preciado de la Vega (Barcelona, MNAC) y un San Francisco de Paula, según pintura de José de Ribera, obra premiada en el concurso general de la Real Academia de San Carlos de Valencia. Establecido en Florencia, en 1806, bajo la dirección de Morghen, firmó El Tiempo, alegoría de las dos edades extremas del hombre sacada de una pintura de Nicolas Poussin (La danza de la vida humana, Londres, Wallace Collection) que ya había sido grabada por Morghen en Roma, y en 1807 grabó el Tránsito de la Magdalena o La Magdalena arrepentida por pintura anteriormente atribuida a Francesco Rustici, il Rustichino (Palazzo Pitti), pieza importante para el estudio de la técnica del grabador por haberse conservado con la estampa definitiva, concluida a buril, el dibujo para grabar, obra del propio Fontanals, y una prueba de estado de la plancha preparada al aguafuerte (Gabinete de Dibujos y Grabados del MNAC).

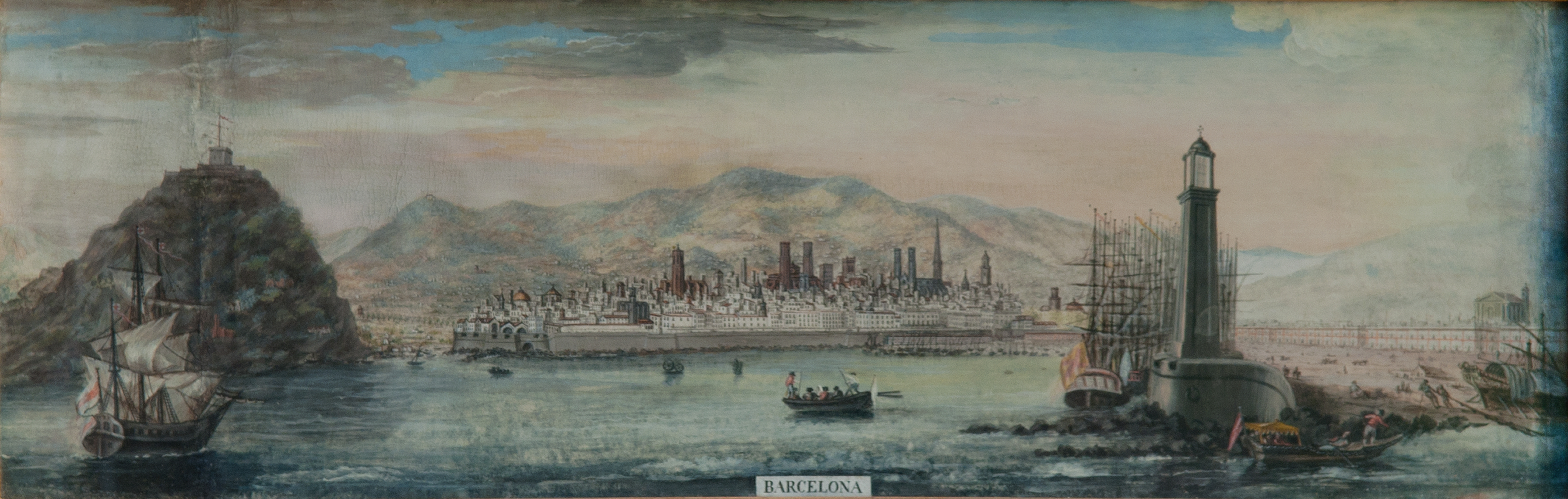
Barcelona desde el agua, 1812-1815, aguada de colores sobre papel pegado a cartulina, 12,4 x 37,8 cm, colección Carmen Thyssen-Bornemisza.

El 12 de octubre de 1808 fue detenido en Florencia junto con todos los españoles allí residentes, entre ellos el también grabador Manuel Esquivel. Confinado por el ejército francés en Dijon hasta 1812, dedicó su tiempo al aprendizaje de la técnica de la miniatura y realizó dibujos de arquitectura reunidos en un álbum con el título Puntos de vista de algunos edificios de campaña pertenecientes a varias familias ilustres de la Borgoña, dibujados del natural por Don Francisco Fontanals (Barcelona, Biblioteca de Catalunya). A esta técnica corresponde uno de los escasos dibujos sueltos que se le conocen, al margen de su trabajo como grabador: el dibujo a la aguada de colores del puerto de Barcelona de la Colección Carmen Thyssen-Bornemisza, fechado al dorso en 1812.

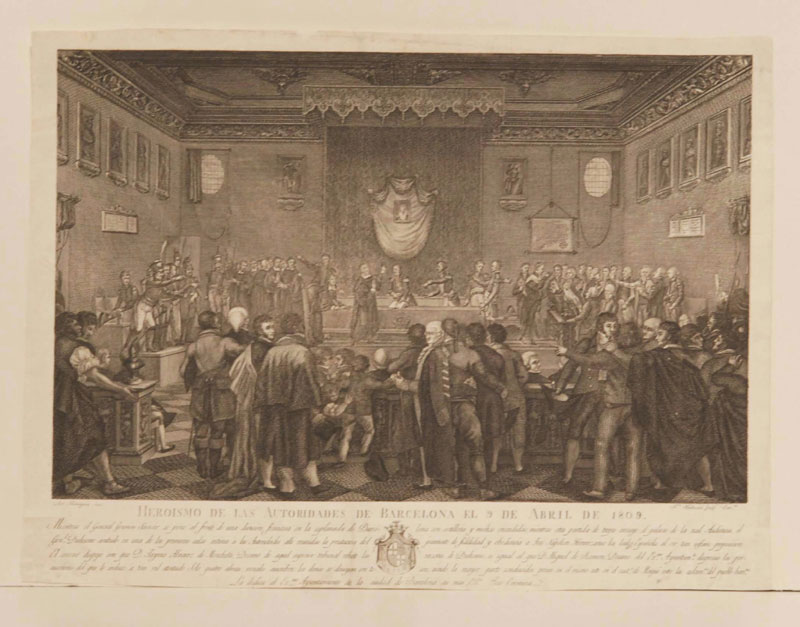
Heroísmo de las autoridades de Barcelona el 9 de abril de 1809, aguafuerte y buril. Francesc Fontanals (grabado), Antonio Rodríguez (dibujo), Josep Coromina (editor).

Una vez liberado, en 1813 se reencontró en París con Raffaello Morghen aunque en un recurso posterior presentado a la Junta de Comercio para que le fuese renovada la pensión interrumpida por la guerra decía haberse sentido luego abandonado por él, y, concluida la guerra, retornó a Barcelona en 1814. Aquí dedicó al ayuntamiento de la ciudad condal la estampa Heroísmo de las autoridades de Barcelona el 9 de abril de 1809, abierta por dibujo del valenciano Antonio Rodríguez; estampa patriótica destinada a conmemorar la negativa de las autoridades barcelonesas a jurar fidelidad a José Bonaparte al tiempo que proclamaban su lealtad a Fernando VII. A este momento corresponde la estampa de san Mariano ermitaño, reproducción de una escultura de Ramón Amadeu venerada en la iglesia del convento de los carmelitas descalzos ubicado en la barcelonesa Rambla de San José, solar actualmente ocupado por el mercado de La Boquería.
En 1818 presentó a la Junta de Comercio un dibujo de la Lucrecia esculpida por Damià Campeny, pidiendo autorización para abrir una lámina de ella con objeto de presentarla a la Real Academia de Bellas Artes de San Fernando para su admisión. Al mismo tiempo solicitaba alguna ayuda para el viaje a Madrid que se proponía realizar con ese fin y un aumento de su sueldo como profesor de la Escuela de Dibujo de la Llotja, pero todo ello le fue denegado. Con todo, en noviembre de ese año se encontraba en Madrid, pues allí fechó una carta dirigida al barón de Castellet en la que le informaba del título de académico de mérito de la Academia de San Carlos de Valencia con que había sido agraciado por la estampa de la Magdalena penitente iniciada años atrás, durante su primera estancia en Florencia. Su estancia en la Corte debió de prolongarse desde 1817 hasta 1820. En ese tiempo realizó una nueva versión de la santa Catalina de Alejandría, pero la actividad artística parece reducirse al tiempo que se multiplican las gestiones del grabador para obtener algún tipo de prerrogativa, pretensión que acabaría provocando el malestar del claustro de la escuela barcelonesa pues, habiéndosele autorizado a viajar a Madrid en periodo de vacaciones y habiendo prolongado por su cuenta la ausencia de Barcelona, «lexos (...) de dedicarse al propuesto obgeto que pudo ser útil a el, y a los discípulos de esta Escuela de Barna, se aplicó únicamente a intrigar a fuerza de prestigios e imposturas y quexandose premeditadamente de no hallarse premiado según su mérito, para lograr la plaza que tubo el reprehensible atrevimiento de solicitar de Director o de Subdirector con la dotación de doce mil reales, que es la de que únicamente disfruta el Director general de la Academia, pretendiendo así este reciente y aun Supernumerario Profesor injusta e indecorosamente ponerse a la frente de los Exponentes [... que...] le abentajan todos incomparablemente en mérito y antigüedad».
Gozando del favor de Fernando VII a finales de noviembre de 1819 comunicó al secretario de la Academia de San Fernando la concesión de una nueva pensión «para volver a. Florencia a continuar el estudio del grabado en dulce al lado de mi antiguo maestro el Sr. Rafael Morghen, según se sirvió comunicármelo de Rl. Orden el Exmo. Sr. Duque de S" Fernando y de Quiroga 1er Secº de estado». La marcha a Florencia aún se retrasó algunos meses, pues en febrero de 1820 Fontanals aún se encontraba en Madrid tratando de obtener, sin éxito, el título de grabador de cámara. En esta segunda etapa en Florencia concluyó —con la aprobación de Morghen— el grabado de una cabeza cortada de san Juan Bautista cuyo dibujo había presentado a la aprobación de la Academia de San Fernando antes de salir de Madrid. Desde Florencia envío también dos estudios a lápiz de la cabeza de la creída Julia T. Fillia de la Galeria degli Uffizi (ahora considerada retrato de Vibia Sabina) firmados «Franco Fontanals Florencia 1822 / pensionado de S. M.».
En 1827, en el momento de su muerte, disfrutaba del título de subdirector de la Escuela de Dibujo de la Lonja, aunque no hay noticias de su actividad artística después de 1822 y su viuda, Teresa Fontanals i Regés, en una carta a la Academia de San Fernando en abril de 1833 indicaba que su marido había muerto en Florencia.